# Marija Magdalena
«Marija Magdalena» — песня хорватской певицы Дорис Драгович и одноимённый сингл, вышедший в 1999 году с альбома Krajem vijeka. Авторами песни стали Тончи Хулич (музыка) и Векослава Хулич (текст).
В 1999 году с этой песней Дорис Драгович победила на национальном музыкальном фестивале Dora 1999, получив высшие баллы по сумме голосования телезрителей и жюри Хорватии, и отправилась на Евровидение-1999 в Иерусалим. 29 мая 1999 года в финале она исполнила эту песню, выступив под 4-м номером, и получила 118 очков от телезрителей, заняв 4-е место — высшее достижение Хорватии на конкурсе. Однако в связи с тем, что при живом исполнении в фонограмме звучал записанный мужской хор (а все вокальные партии должны исполняться вживую, по правилам конкурса), Хорватия подверглась санкциям. Её средний балл за последние пять конкурсов был уменьшен на одну треть. Аннулировать результаты Хорватии на самом конкурсе 1999 года Европейский вещательный союз не стал.
Песня была записана на хорватском языке (эта версия звучала на Евровидении) и на английском. К песне был выпущен официальный клип на обоих языках. Русскую версию песни впервые записал и исполнил Филипп Киркоров в 2002 году, которая вышла на альбоме «Влюблённый и безумно одинокий», на неё же был снят клип.

## Композиции
CD single
1. „Marija Magdalena” (English Version) – 3:03
2. „Marija Magdalena” (Original Version) – 3:02
3. „Marija Magdalena” (Instrumental Version) – 2:48